# 染野和昭
染野 和昭（そめの かずあき、1962年2月26日 - ）は、日本のミュージシャン、ベーシスト。東京都墨田区出身。
ヘヴィメタルバンドGENOCIDE nipponを2008年9月に脱退。
現在は、PLATINUM SNAKEにベースで、カルメ焼き＆乙にはキーボードで参加している。 
| スタブアイコン | サブスタブ | この項目は、まだ閲覧者の調べものの参照としては役立たない、音楽関係者（バンド等）に関連した書きかけの項目です。この項目を加筆・訂正などしてくださる協力者を求めています（P:音楽/PJ:芸能人）。 |